# Пятницкое (Орловская область)
Пя́тницкое — село в Хотынецком районе Орловской области.

## История
Впервые упоминается в XVII веке как сельцо в составе Самовской волости Карачевского уезда. В 1745 году упоминается как существующее село с храмом. В XVIII—XIX веках — центр ярмарочной торговли. В 1829 году на средства помещика Игнатьева был сооружён каменный храм Святителя Николая (не сохранился).
С 1861 по 1924 год являлось административным центром Пятницкой волости Карачевского уезда Орловской (с 1920 — Брянской) губернии. С 1893 года работала церковно-приходская школа.
В 1924 году Пятницкая волость была упразднена, а село Пятницкое вошло в состав Вельяминовской волости. С 1929 в составе Хотынецкого района, а при его временном расформировании (1932—1939) — в Карачевском районе.